# Walentin Iglinski

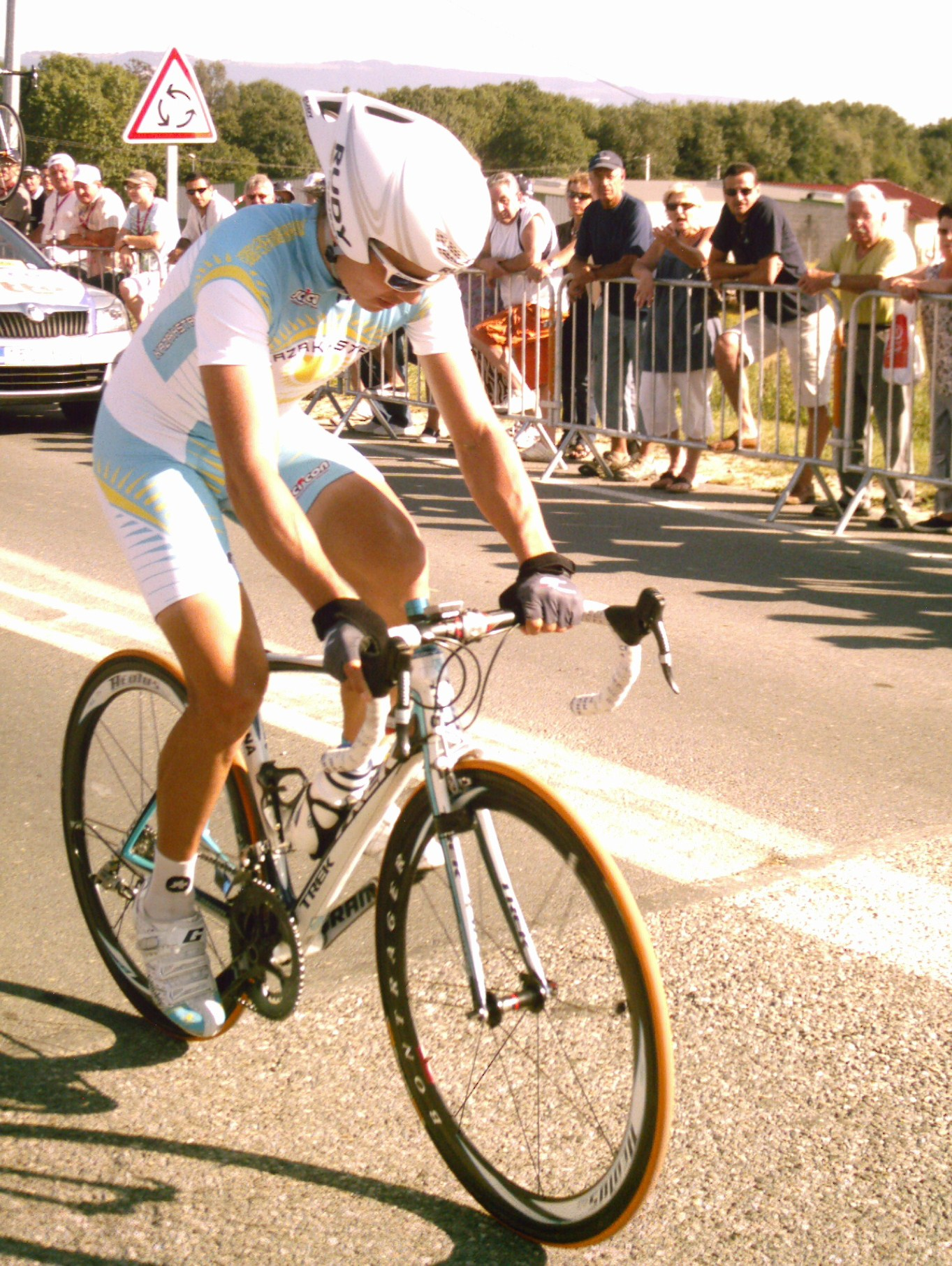
Walentin Iglinski

Walentin Iglinski (russisch Валентин  Иглинский, * 12. Mai 1984 in Zelinograd, Kasachische SSR, Sowjetunion) ist ein ehemaliger kasachischer Radrennfahrer.

## Karriere
Walentin Iglinski begann seine Karriere 2004 bei dem kasachischen Continental Team Capec. In seinem ersten Jahr dort konnte er den Prolog bei der Griechenland-Rundfahrt in Griechenland und eine Etappe bei der Tour of Hainan gewinnen. In den nächsten Jahren gewann er 2009 die Gesamtwertung der Tour de Kumano sowie 2010 und 2011 die Tour of Hainan.
Im Jahr 2010 erhielt Iglinski bei der kasachischen Mannschaft Astana seinen ersten Vertrag bei einem UCI ProTeam, für die er den Giro d’Italia 2010 und die Vuelta a España 2010 bestritt. Während er die Italienrundfahrt nicht beendete, wurde er bei der Spanienrundfahrt 153. der Gesamtwertung. Weitere Grand Tours bestritt er nicht.
Im August 2014 wurde Iglinski positiv auf das Dopingmittel EPO getestet. Nachdem er das Vergehen zugab, wurde er von seinem Team im September mit sofortiger Wirkung entlassen und vom kasachischen Radsportverband für vier Jahre gesperrt. Kurz darauf wurde bekannt, dass sein Bruder Maxim Iglinski im August ebenfalls auf EPO positiv getestet wurde.
Im Zuge der Dopingermittlungen der Staatsanwaltschaft von Padua geriet er Ende 2014 in den Verdacht, Kunde des umstrittenen Sportmediziners Michele Ferrari gewesen zu sein.

## Erfolge
2004
- Prolog Griechenland-Rundfahrt

2006
- eine Etappe Tour of Hainan

2007
- zwei Etappen Japan-Rundfahrt
- zwei Etappen Bulgarien-Rundfahrt

2008
- eine Etappe Tour du Loir-et-Cher
- zwei Etappen Vuelta a Navarra

2009
- Gesamtwertung und drei Etappen Tour de Kumano
- drei Etappen Serbien-Rundfahrt
- zwei Etappen Tour of Qinghai Lake
- zwei Etappen Tour of Bulgaria

2010
- Gesamtwertung und eine Etappe Tour of Hainan

2011
- eine Etappe Presidential Cycling Tour of Turkey
- Gesamtwertung und eine Etappe Tour of Hainan

## Teams
- 2004 Capec
- 2005 Capec
- 2006 Capec
- 2008 Ulan
- 2010 Astana
- 2011 Pro Team Astana
- 2012 Astana Pro Team
- 2013 AG2R La Mondiale
- 2014 Astana Pro Team